# 양승오
양승오(梁承午, 1956년 12월 18일 ~ )은 대한민국의 의사, 대학 교수이다. 현재 동남권원자력의학원 핵의학과장이다.

## 생애
서울대병원 방사선종양학과와 영상의학과에서 전공의 과정을 거쳐 1985년 전문의 자격을 취득했다. 1997년에는 핵의학과 전문의자격도 함께 취득했다. 울산대병원 교육수련부장·핵의학과장, 을지대병원 영상의학센터 소장을 역임하고, 2010년부터 동남권원자력의학원에 몸담고 있다.
학회에서는 대한핵의학회 수련교육이사·아시아근골격계학회(AMS) 2011 조직위원장을 역임했으며, 국제근골격학회 국제협력 위원·대한골다공증학회 골밀도 교육위원장·대한영상의학회·대한핵의학회 편집 및 논문심사위원 등 활발한 활동을 하고 있다.

## 학력
- 1981년 서울대학교 의과대학 의학 학사
- 1983년 서울대학교 의과대학원 의학 석사
- 1992년 서울대학교 의과대학원 의학 박사

## 경력
- 1981년 서울대학교병원 수련의
- ~ 1989년 서울대학교병원 전임의서울대학교병원 전공의
- 1989년 ~ 1995년 동아대학교의료원 방사선과, 동위원소실 조교수
- 1995년 ~ 1998년 울산대학교 의과대학 서울중앙병원 핵의학과 부교수
- 1995년 8월 ~ 1998년 7월 대한핵의학회 수련교육이사
- 1998년 ~ 2000년 울산대학교병원 교육수련부 부장
- 1998년 ~ 2001년 울산대학교 의과대학 방사선학교실 교수, 과장
- 2003년 ~ 2004년 울산대학교병원 핵의학과 과장
- 2004년 ~ 2010년 을지대학교 영상의학부 교수
- 2004년 ~ 2010년 을지대학교 영상의학센터 소장
- 2010년 동남권원자력의학원 핵의학과 과장
- 2010년 ~ 동남권원자력의학원 영상의학과 과장
- 2011년 2월 ~ 2015년 아시아근골격계학회 회장
- 대한골다공증학회 골밀도교육 이사
- 대한골대사학회 정보통신위원회 위원장
- 국제근골격계학회 국제협력위원
- 국제근골격계학회 평생회원
- 아시아근골격계학회 조직위원회 위원장
- 대한영상의학회지, 영문잡지 편집위원
- 2011년 3월 ~ 2011년 12월 동남권원자력의학원 암센터 병원장

## 수상
- 2001년 울산의림대상 학술상
- 2003년 울산의림대상 봉사상
- 2003년 함춘의학상[3]